# Die Sage vom Baxmann

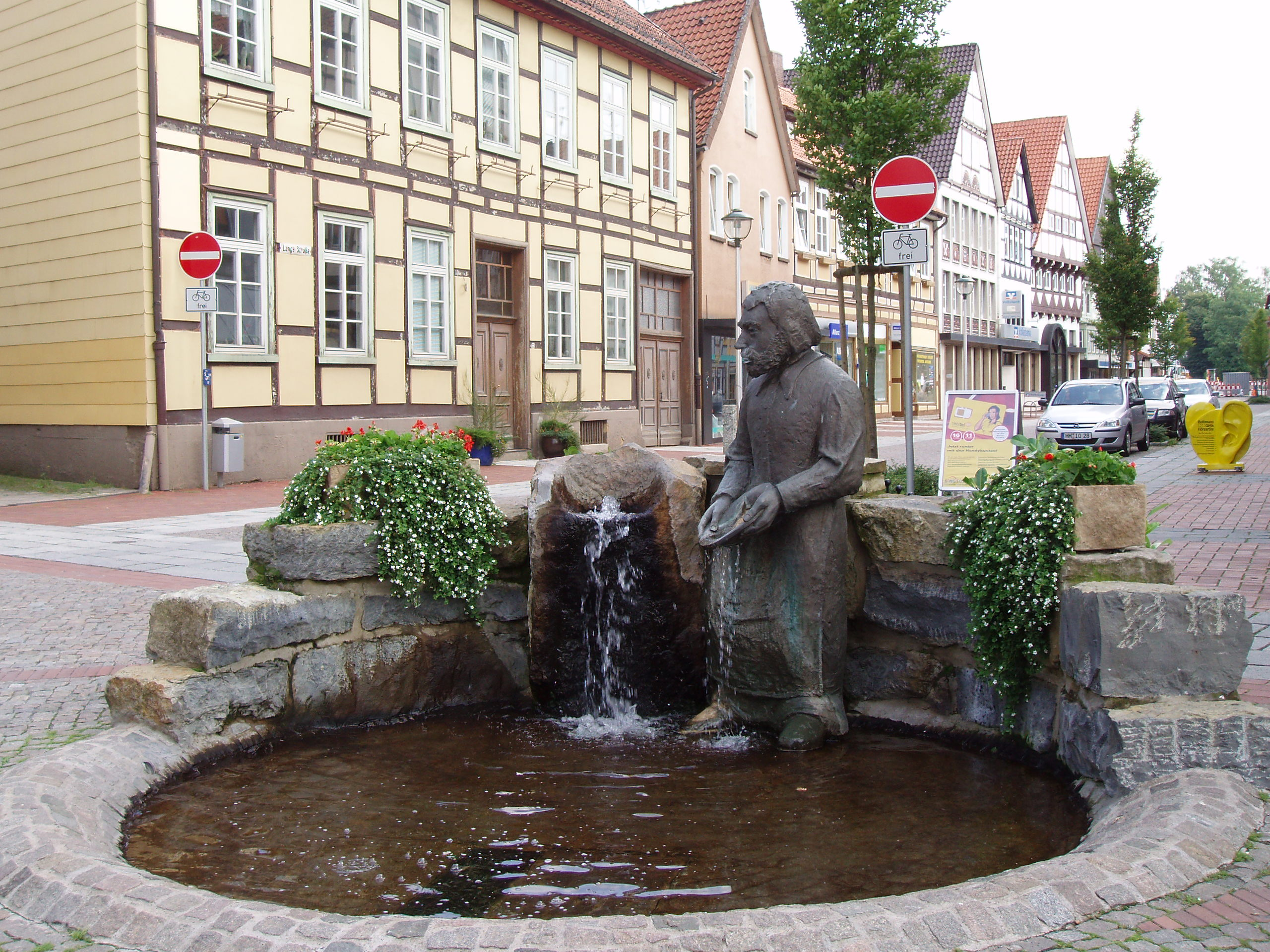
Baxmann-Brunnen in Hessisch Oldendorf

Die Sage vom Baxmann spielt in Hessisch Oldendorf und Umgebung, wonach die Person Cord Baxmann durch Raub und Betrug zu seinem Vermögen gekommen sein soll. Nach seinem Tod trieb er in der Stadt weiterhin sein Unwesen.

## Die historische Person Cord Baxmann
Cord (auch Cordt) Baxmann wurde am 23. September 1599 in Hessisch Oldendorf geboren und ist dort am 12. Dezember 1690 begraben worden. Er war Wirt des Ratskellers, Stadtpfeifer und Kaufmann. Er heiratete am 19. Juni 1631 Margareta von der Forst und hatte mit ihr 3 Kinder.

## Die Sage
Cord Baxmann besaß der Überlieferung nach ein großes Vermögen und ihm wurde nachgesagt, dass er dieses durch Betrug und Raub erhalten hatte. Aufgrund seines hohen Lebensalters, welches für diese Zeit mehr als untypisch war, glaubten die Bürger, er habe einen Bund mit dem Teufel geschlossen. Der Inhalt der Sage lautet wie folgt:
Am Trauerzug zu seiner letzten Ruhestätte nahm eine große Anzahl von Bürgern teil. Als diese wieder zurück in die Stadt kamen, staunten sie nicht schlecht, als der gerade beerdigte Baxmann am Fenster seines Hauses stand und lachend auf die Bürger schaute. So beschloss man, ihn ein zweites Mal zu Grabe zu tragen. Doch diesmal ging er mit den Trauernden zusammen vom Friedhof zurück in die Stadt.
Daraufhin beschlossen die Hessisch Oldendorfer, ihn mit Hilfe von zwei Mönchen aus einem Paderborner Kloster zu verbannen. Er wurde von einem Pferdewagen mit vier kräftigen Rappen an den Waldrand in der Nähe des Hohensteins gebracht. Als das Gespann die Stelle erreichte, waren aus den Rappen vor lauter Anstrengung Schimmel geworden. Als sich dann noch der Kutscher umdrehte, um nach Cord Baxmann zu schauen, war der Bann damit gebrochen und er ging fröhlich wieder nach Hessisch Oldendorf.
Ein weiteres Mal wurde er mit einem Bann belegt. Dieses Mal brachten die Mönche ihn sogar persönlich in die Wälder des Hohensteins zu einer Quelle, die er mit Hilfe eines Siebes leerschöpfen sollte. Sollte er die Aufgabe erfüllen, würde er von dem Bann befreit. Eines Jahres zog ein eisiger Winter ins Land und ließ die Quelle gefrieren. Daraufhin schlug der Baxmann das Eis in Stücke und verteilte es auf die umliegenden Wiesen. Damit war sein Bann zum wiederholten Male gebrochen.
Als der Baxmann wieder in Hessisch Oldendorf war, erschraken die Bürger und riefen abermals die Paderborner Mönche zur Hilfe. Diese belegten ihn mit einem neuen Bann. So war nun seine Aufgabe, die Quelle mit einem Fingerhut leerzuschöpfen.
Seit diesem Tage wurde er nicht mehr in Hessisch Oldendorf gesehen, und man kann davon ausgehen, dass er bis heute diese Aufgabe noch nicht erfüllen konnte.